# Pernštejnské Jestřabí
Pernštejnské Jestřabí (deutsch Jestrab bei Pernstein) ist eine Gemeinde in Tschechien. Sie liegt zehn Kilometer nordwestlich von Tišnov und gehört zum Okres Brno-venkov.

## Geographie
Pernštejnské Jestřabí befindet sich auf einem Rücken im Křižanovská vrchovina (Krischanauer Bergland) auf der Böhmisch-Mährischen Höhe (Českomoravská vrchovina), in Mähren. Gegen Norden liegt das Tal des Rakovec.
Nachbarorte sind Maňová im Norden, Doubravník im Nordosten, Veselí und Borač im Osten, Vrby, Nové Štěpánovice und Husle im Südosten, Jilmoví im Süden, Skryje im Südwesten, Kopaniny im Westen sowie Litava und Klokočí im Nordwesten.

## Geschichte
Die erste schriftliche Erwähnung des Dorfes erfolgte im Jahre 1364.
Nach der Aufhebung der Patrimonialherrschaften bildete Jestřabí-Pernštýn ab 1850 mit den Ortsteilen Husle und Maňová eine Gemeinde im Brünner Bezirk und Gerichtsbezirk Tischnowitz. Zum Ende des 19. Jahrhunderts wurde die Gemeinde als Pernštýnské Jestřábí und Jestřabí u Pernštýna bezeichnet. Seit 1896 gehörte die Gemeinde zum neu gebildeten Bezirk Tischnowitz. Im Jahre 1923 erhielt die Gemeinde den amtlichen Namen Pernštejnské Jestřabí. Nach der Auflösung des Okres Tišnov kam die Gemeinde mit Beginn des Jahres 1961 zum Okres Žďár nad Sázavou, zugleich wurde Jilmoví eingemeindet. Seit Beginn des Jahres 2005 gehört die Gemeinde zum Okres Brno-venkov.

## Gemeindegliederung
Die Gemeinde Pernštejnské Jestřabí besteht aus den Ortsteilen Husle, Jilmoví (Jilmovi), Maňová (Maniova) und Pernštejnské Jestřabí (Jestrab bei Pernstein).

## Sehenswürdigkeiten
- Kapelle in Pernštejnské Jestřabí
- Kapelle in Jilmoví
- Kapelle in Maňová